# Sigve Endresen
Sigve Endresen (født 1953 i Stavanger) er en norsk filmproducer- og instruktør (dokumentarfilm). Han grundlagde og har siden ledet det norske filmproduktionsselskab Motlys.
Han har modtaget en række priser for sit filmarbejde. I 1998 fik Endresen Aamot-statuetten, den højeste udmærkelse indenfor norsk film.

## Udvalgt filmografi
- 2011 – Jeg reiser alene
- 2009 – Nord
- 2005 – Alt for Norge
- 2002 – Vektløs
- 1998 – Leve blant løver
- 1995 – Store gutter gråter ikke
- 1989 – For harde livet

## Eksterne links
- Sigve Endresen på Internet Movie Database (engelsk)
- Sigve Endresen på Filmdatabasen
- Sigve Endresen på danskefilm.dk
- Sigve Endresen på danskfilmogtv.dk
- Sigve Endresen på Scope
- Sigve Endresen på Svensk Filmdatabas (svensk)
- Sigve Endresen på AlloCiné (fransk)
- Sigve Endresen på AllMovie (engelsk)
- Sigve Endresen på The Movie Database (engelsk)